# Dumlupınar

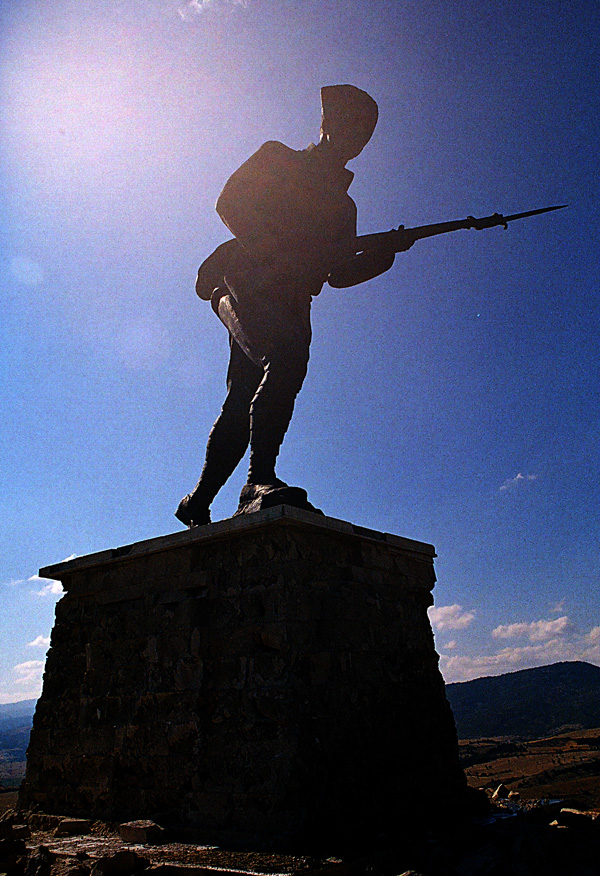
Statue zur Erinnerung an die Schlacht bei Dumlupınar, auf einem Hügel nahe der Stadt

Dumlupınar ist eine Stadt und Hauptort des gleichnamigen Landkreises der türkischen Provinz Kütahya. Die Stadt liegt etwa 65 Kilometer Luftlinie südlich der Provinzhauptstadt Kütahya (80 Straßenkilometer). Laut Stadtsiegel erhielt der Ort 1956 den Status einer Gemeinde (Belediye).
Der Landkreis liegt im Süden der Provinz. Er grenzt im Norden an den Kreis Altıntaş, im Südosten an den Kreis Sinanpaşa (Provinz Afyonkarahisar) und im Südwesten an den Kreis Banaz (Provinz Uşak). Die Stadt liegt an der Straße D 615, einer Querverbindung von der D 650 zur südlich verlaufenden E 96 (türkische D 300). Im Westen des Kreises finden sich Ausläufer des Gebirges Murat Dağı. Der Landkreis umfasst einen Teil des historischen Nationalparks Başkomutan Tarihi Milli Parkı, der den Ort der Schlacht von Dumlupınar bezeichnet, wo im Türkischen Befreiungskrieg 1922 die türkische Armee einen Sieg gegen die Griechen erringen konnte.
Der Landkreis entstand 1987 durch Ausgliederung des Bucak Dumlupınar aus dem Kreis Altıntaş (Gesetz Nr. 3392). Zur letzten Volkszählung vor der Gebietsänderung (1985) zählte der Bucak in zehn Dörfern 6789 Einwohner, wobei 3252 davon auf den Bucak-Hauptort (Bucak Merkezi), die Belediye Dumlupınar, entfielen.
Ende 2020 bestand der Landkreis neben der Kreisstadt aus zehn Dörfern mit durchschnittlich 174 Bewohnern. Die Palette der Einwohnerzahlen reichte von 320 (Büyükaslıhanlar) herunter bis 62 (Arpalı). Fünf Dörfer hatten mehr als Einwohner als der Durchschnitt. Der Kreis hatte die niedrigste Bevölkerungsdichte (11,8 Einw. je km²) alle 13 Kreise der Provinz.

## Weblinks

Schlacht bei Dumlupinar
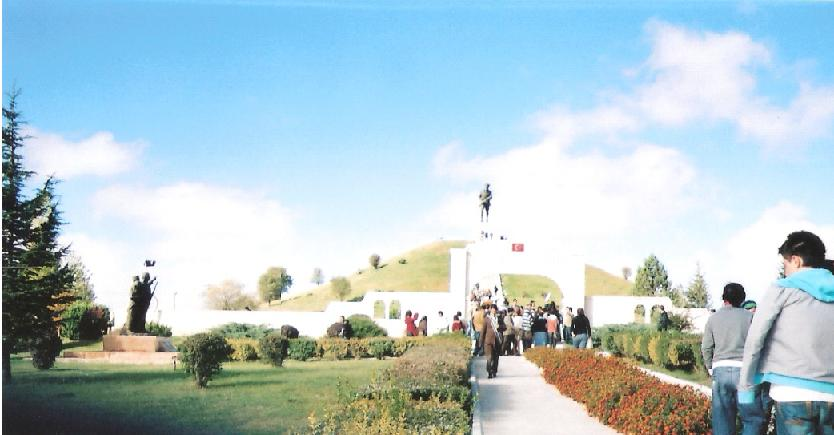
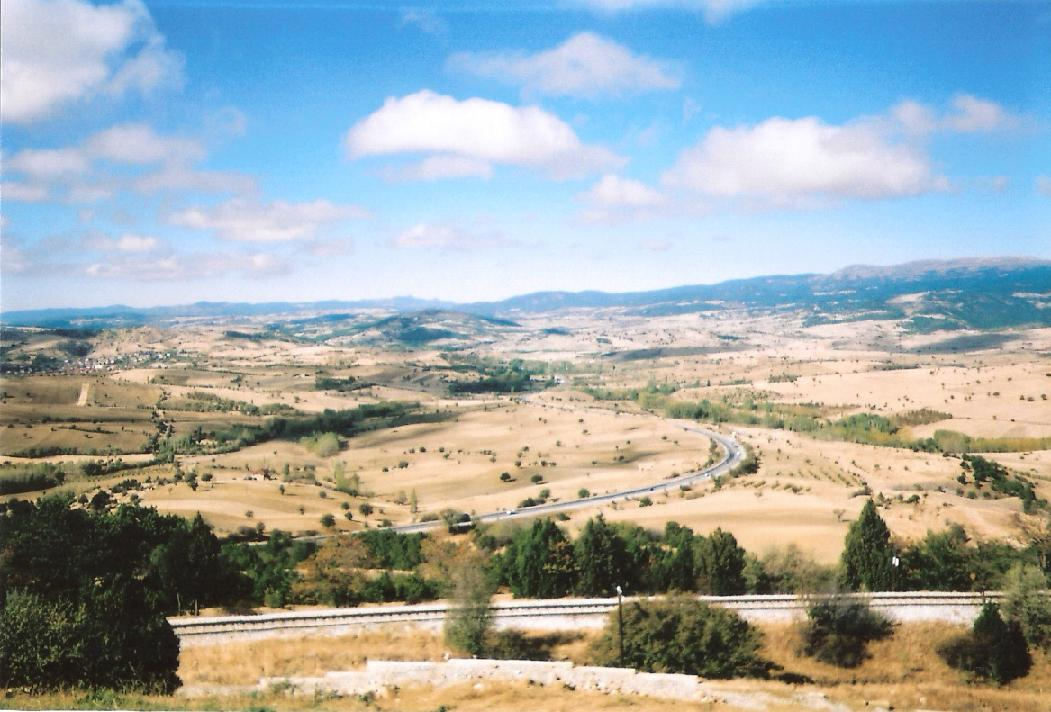
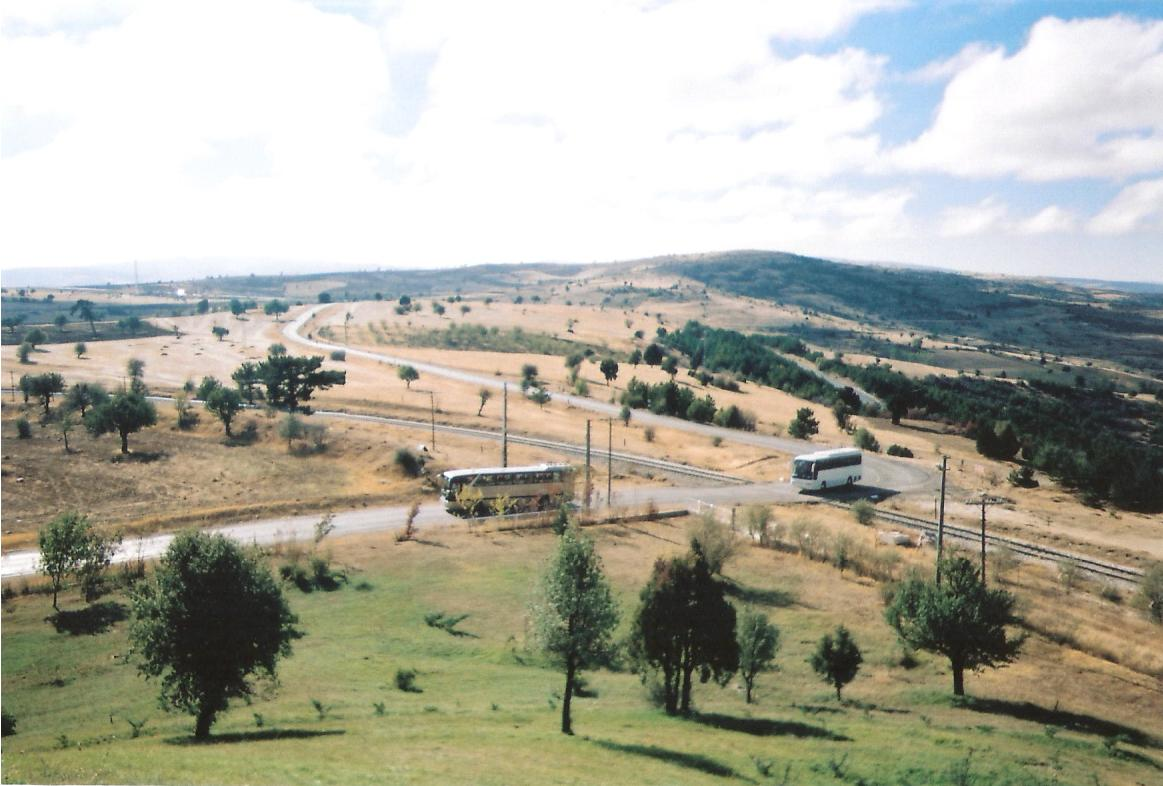
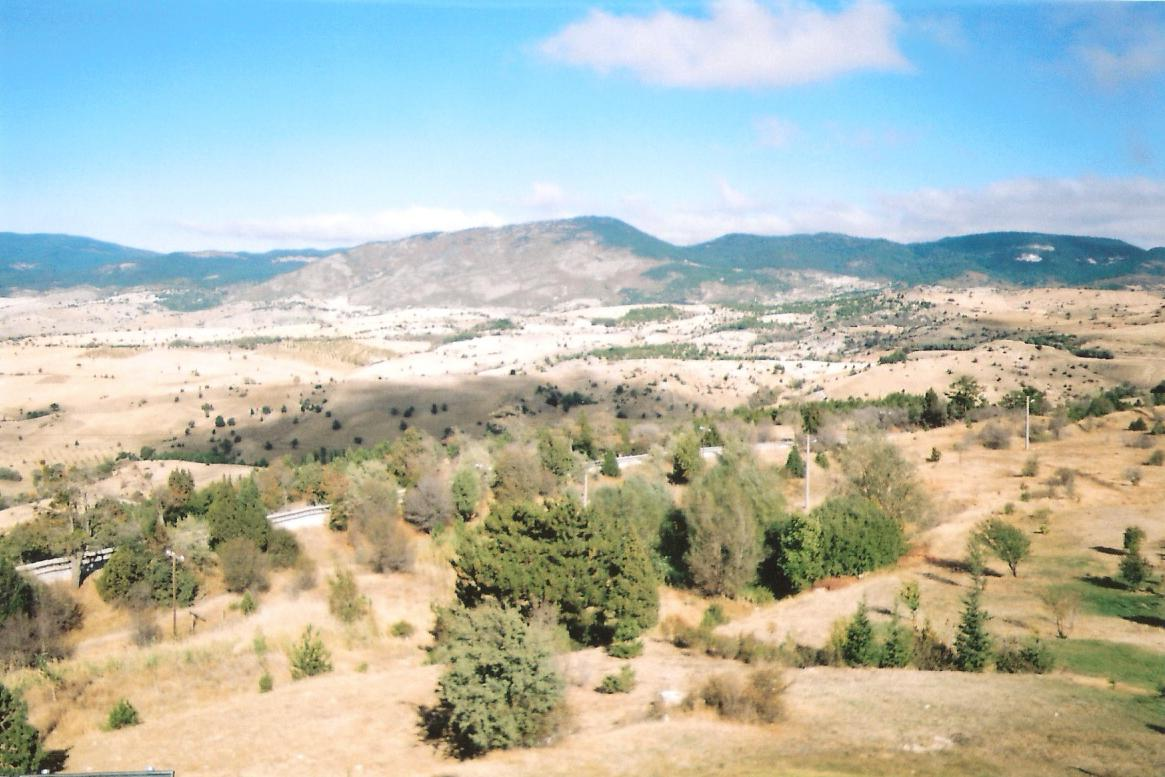